# Ostrzyhom

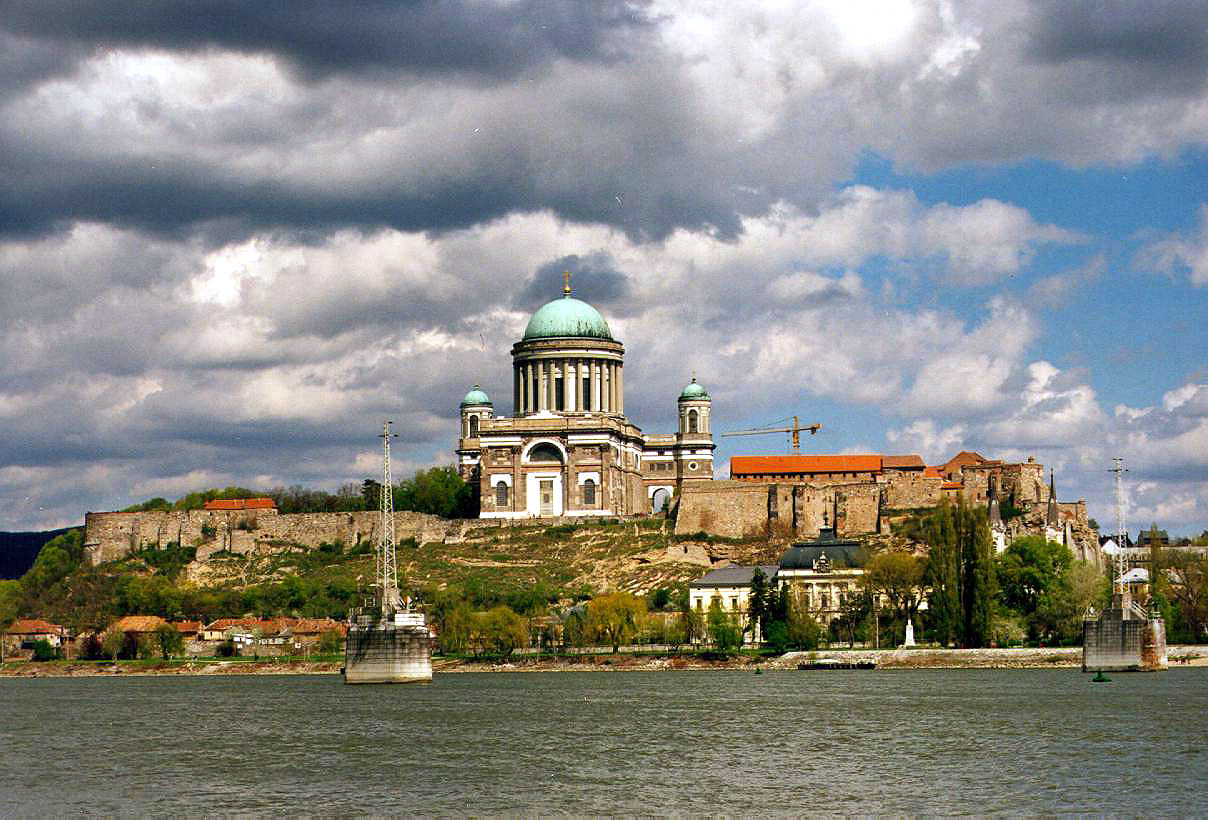
Bazylika w Ostrzyhomiu

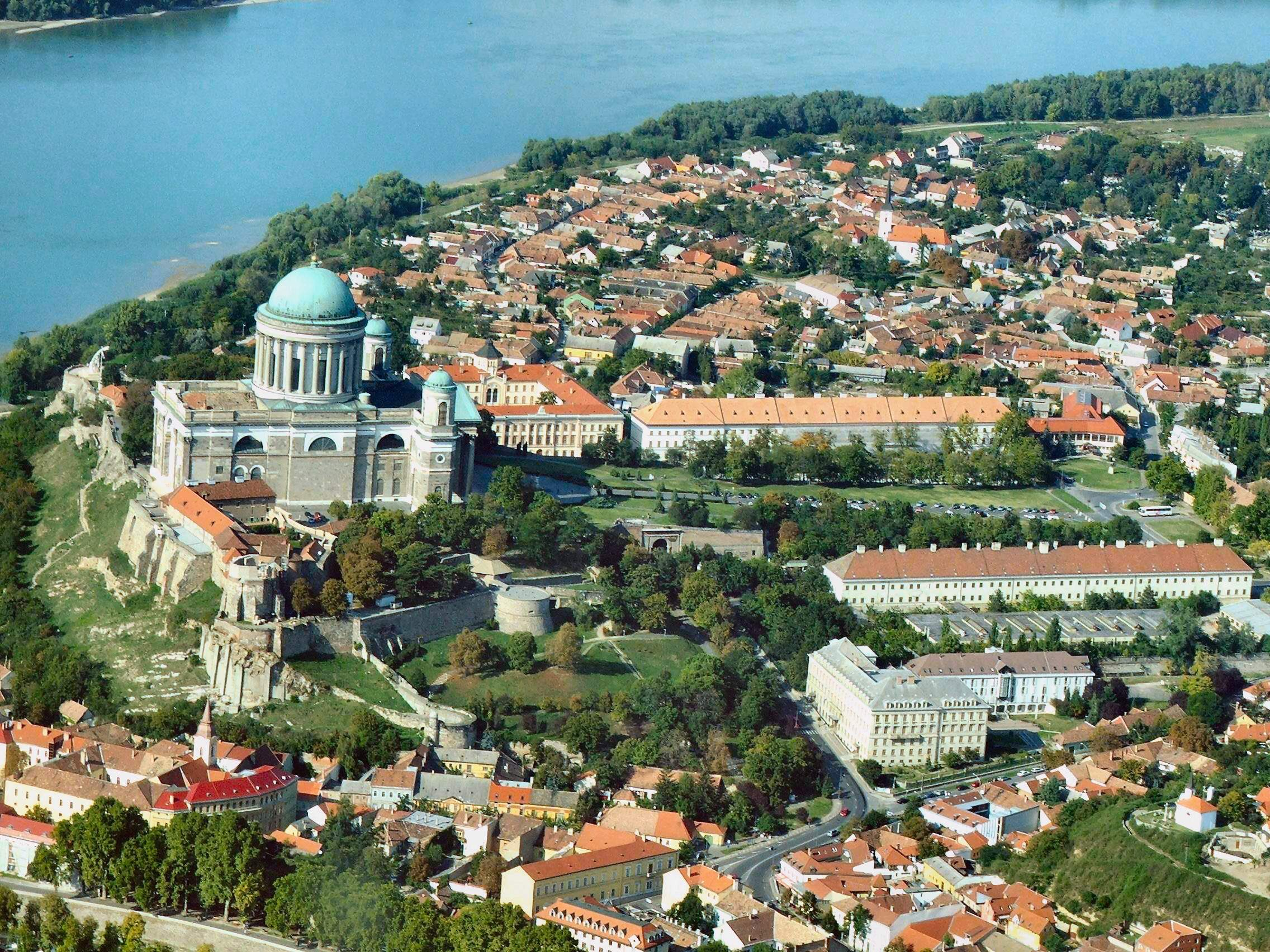
Widok z lot ptaka na wzgórze pałacowe w Ostrzyhomiu

Ostrzyhom (węg. Esztergom, czyt.: Estergom, niem. Gran, słow. Ostrihom, tur. Estergon, łac. Strigonium) – miasto na Węgrzech, w komitacie Komárom-Esztergom. Leży nad Dunajem. W 2011 roku liczyło 30,86 tys. mieszkańców.

## Etymologia
Nazwa miasta ma rodowód słowiański. Ostrzyhom pochodzi od „strzec” (bronić) i „dom”, czyli oznacza posterunek wojskowy.

## Historia
Jedno z najstarszych miast na Węgrzech; zostało założone w roku 960 przez księcia Gejzę, który w miejscu dawnej rzymskiej strażnicy granicznej Strigonium ustanowił pierwszą stolicę Węgier. Miały tu miejsce chrzest i koronacja św. Stefana, a także narodziny św. Kingi i jej siostry bł. Jolanty. Ostrzyhom jest stolicą arcybiskupią prymasów Węgier. Nazywany jest także „węgierskim Watykanem”. Po drugiej stronie Dunaju znajduje się słowackie miasto Štúrovo (Párkány).

## Zabytki
- Bazylika w Ostrzyhomiu
- Most Marii Walerii
- Synagoga w Ostrzyhomiu z 1888

## Przemysł
W Ostrzyhomiu mieści się fabryka samochodów japońskiego koncernu Suzuki. Zakłady zatrudniają około 3,2 tys. osób i są jednym z największych pracodawców na Węgrzech. Uwzględniając dostawców Suzuki daje na Węgrzech pracę ponad 30 tys. ludzi. Fabryka produkuje następujące modele marki Suzuki: Splash, Swift, SX4.

## Miasta partnerskie
- Bamberg (Niemcy)
- Cambrai (Francja)
- Canterbury (Wielka Brytania)
- Ehingen (Donau) (Niemcy)

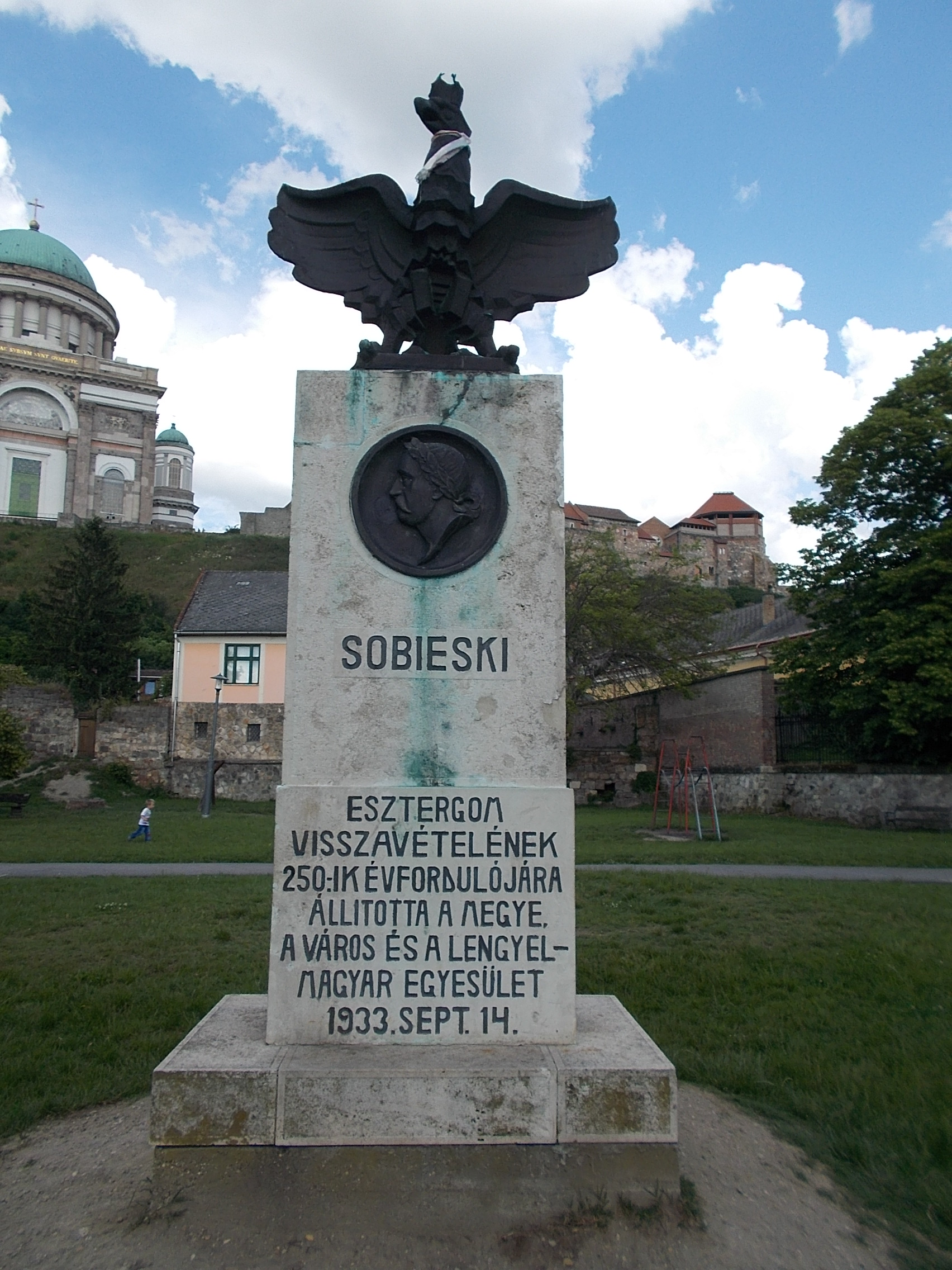
Pomnik Króla Polski, Wielkiego Księcia Litewskiego itd. itd. Jana III Sobieskiego w Ostrzyhomiu. Wzniesiony w 250-lecie odbicia Ostrzyhomia.

- Espoo (Finlandia)
- Gniezno (Polska)
- Maintal (Niemcy)
- Mariazell (Austria)
- Štúrovo (Słowacja)
- Szekszárd (Węgry)